# 寇永康
寇永康（こう　えいこう、コウ　ヨンカン、Kou YongKang　2001年1月29日 - ）は、中国のプロ野球選手（内野手、外野手)。右投左打。上海レッドイーグルスに所属している。

## 経歴

### プロ入り前
2011年、10歳の時に野球と出会う。北京から選手発掘に来たコーチから、体格の良さ、走力、強肩を評価され、野球強豪校である北京大成学校に入学する。中学2，3年生時にMLBの中国アカデミーであるMLBデベロップメントセンター(MLBDC)へと移籍。レイ・チャン(張宝樹）の指導を受ける。
2018年9月のBFA U-18アジア選手権大会（宮崎市）では中国代表の一員として来日。日本戦では板川佳矢（横浜高校）からタイムリーヒットを放った。

### ブルワーズ傘下時代
2018年8月31日付でミルウォーキー・ブルワーズと契約、翌年2月27日に同じく契約を交わした北京大成時代からの同期である趙倫・伊健と共に入団会見を行った。
2019年はアリゾナリーグに所属するブルワーズ・ブルー（Rk級）の一員としてプレーしたが、今まで経験したことのない150km超の速球や打球スピードのため、打撃・守備双方で対応に苦しんだ。また、一塁手としてのライバルが190センチを超える、チーム最多のホームランを打つ強打者ということもあり出場機会も限られていた。結局、28試合の出場で98打席、打率.143、本塁打1本という結果に終わった。同年、韓国で開かれたWBSC U-18ワールドカップの中国代表に選ばれている。
2020年は新型コロナウイルスの感染拡大の影響によりマイナーリーグ公式戦が中止となりプレーすることができなかった。11月にチームからリリースされた。

### 上海レッドイーグルス時代
2021年に、上海レッドイーグルスに加入した。
2023 ワールド・ベースボール・クラシックでは中国代表に初選出され、3試合に左翼手として出場したがノーヒットに終わった。

## 人物・プレースタイル
マイナー時代は一塁手、三塁手としてプレーしていたが、WBCでは外野手として出場している。
MLBDC時代に付けられたニックネームは"Coco"。